# Château de Fénelon
Le château de Fénelon est un château implanté sur la commune française de Sainte-Mondane dans le département de la Dordogne, en région Nouvelle-Aquitaine. Il a été bâti au XIIe siècle et remanié aux XIVe, XVIe et XVIIe siècles.

## Localisation
Le château de Fénelon se situe en Périgord noir, au sud-est du département de la Dordogne. Dominant la vallée de la Dordogne, il est implanté sur une hauteur, un kilomètre à l'est du village de Sainte-Mondane, dans un site inscrit depuis 1951 sur plus de quatorze hectares.

## Historique
Les parties visibles les plus anciennes du château remontent au XIIe siècle mais un premier château existait déjà autour de l'an mil.
Le château deviendra un repère cathare au XIIe et au XIIIe siècle. En 1360, par le traité de Brétigny, le château devient inféodé à la couronne d'Angleterre. En 1375, les Français s'en emparent.
Le futur archevêque de Cambrai, François de Salignac de La Mothe-Fénelon dit Fénelon naît au château en 1651.
À la Révolution française, le château sert de magnanerie.
Inscrit aux monuments historiques en 1927, il est classé en 1962. Trois dépendances extérieures au château sont également inscrites depuis 1962 : la ferme de la Condamine, la maison de la nourrice et la métairie de Fraysange.
En 1966, après le passage d'un avion supersonique, l'une des tours de l'enceinte sud s'écroule.
Début juin 2022, à la suite de violents orages, la toiture de lauze de l'ancien donjon, en cours de rénovation, a laissé passer la pluie qui a traversé trois étages de plancher.

## Description
Une première enceinte s'ouvre à l'ouest par un châtelet d'entrée. À l'est, un second châtelet, complètement à l'opposé du premier, permet de franchir la deuxième enceinte. La lice entre les deux enceintes ne présente aucun abri éventuel pour des assaillants qui seraient parvenus à franchir la première enceinte. Le passage du premier châtelet vers le second ne pouvant s'effectuer que par la gauche, les assaillants sont obligés, dans leur progression, de présenter aux défenseurs leur côté droit, non protégé par le bouclier. Les deux châtelets, pourvus de mâchicoulis, possèdent chacun une bretèche et une canonnière,.
Au sud, une troisième enceinte protégeait la basse-cour.
Le château lui-même présente plusieurs tours circulaires et ses toits ont conservé leur couverture en lauzes. L'accès s'effectue au nord-est par un pont-levis. Initialement, ce pont-levis était accessible par un talus remplacé au XVIIe siècle par un escalier double. Au-delà s'ouvre une cour, à l'est de laquelle se trouve, dans une tour, la chapelle du XIIIe siècle. Dans cette cour, un puits profond de 98 mètres, dont l'édification remonte aux mérovingiens, a permis l'approvisionnement en eau du château jusque dans les années 1950.
C'est une propriété privée, ouverte à la visite.

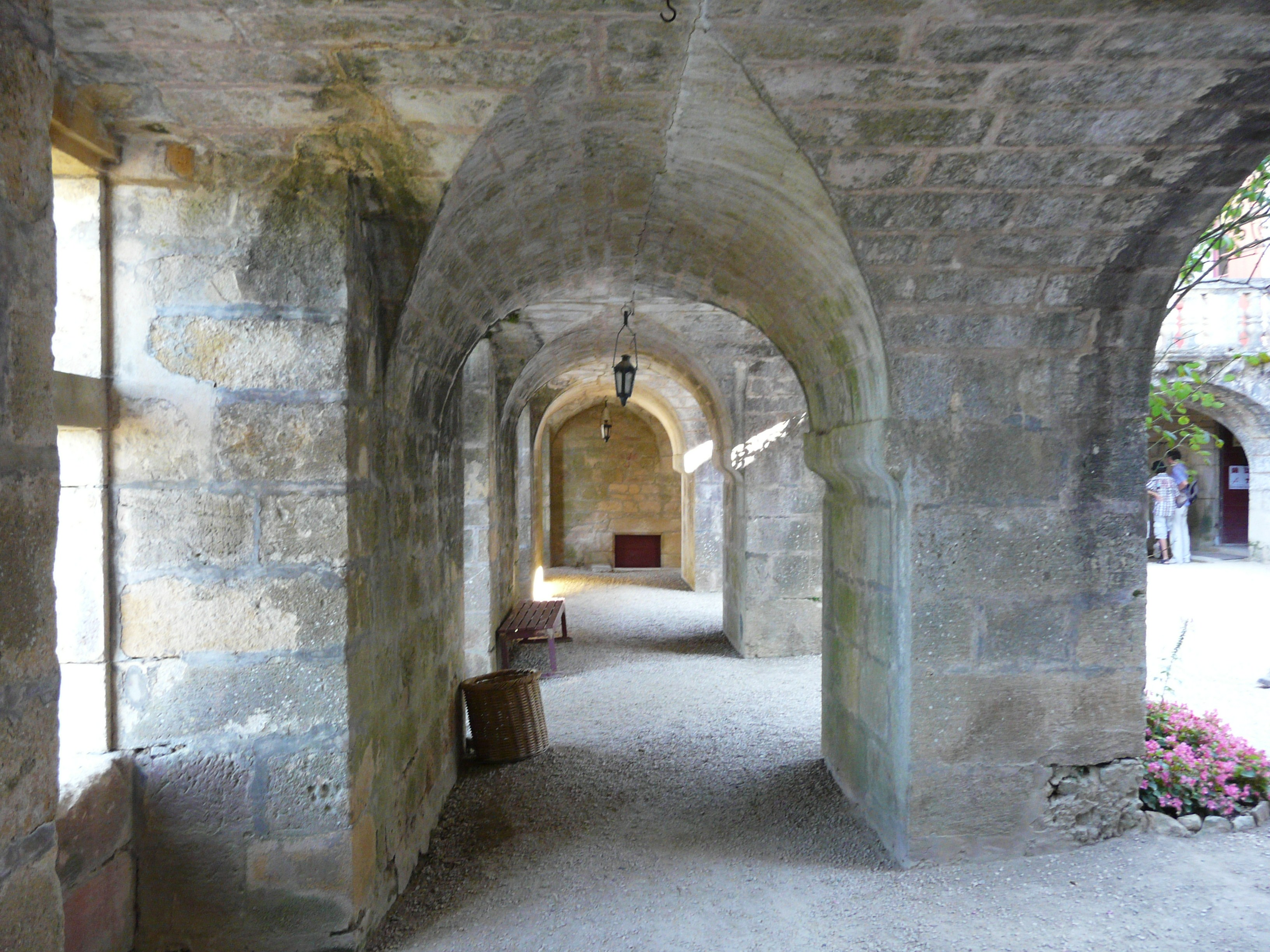
Cloître.
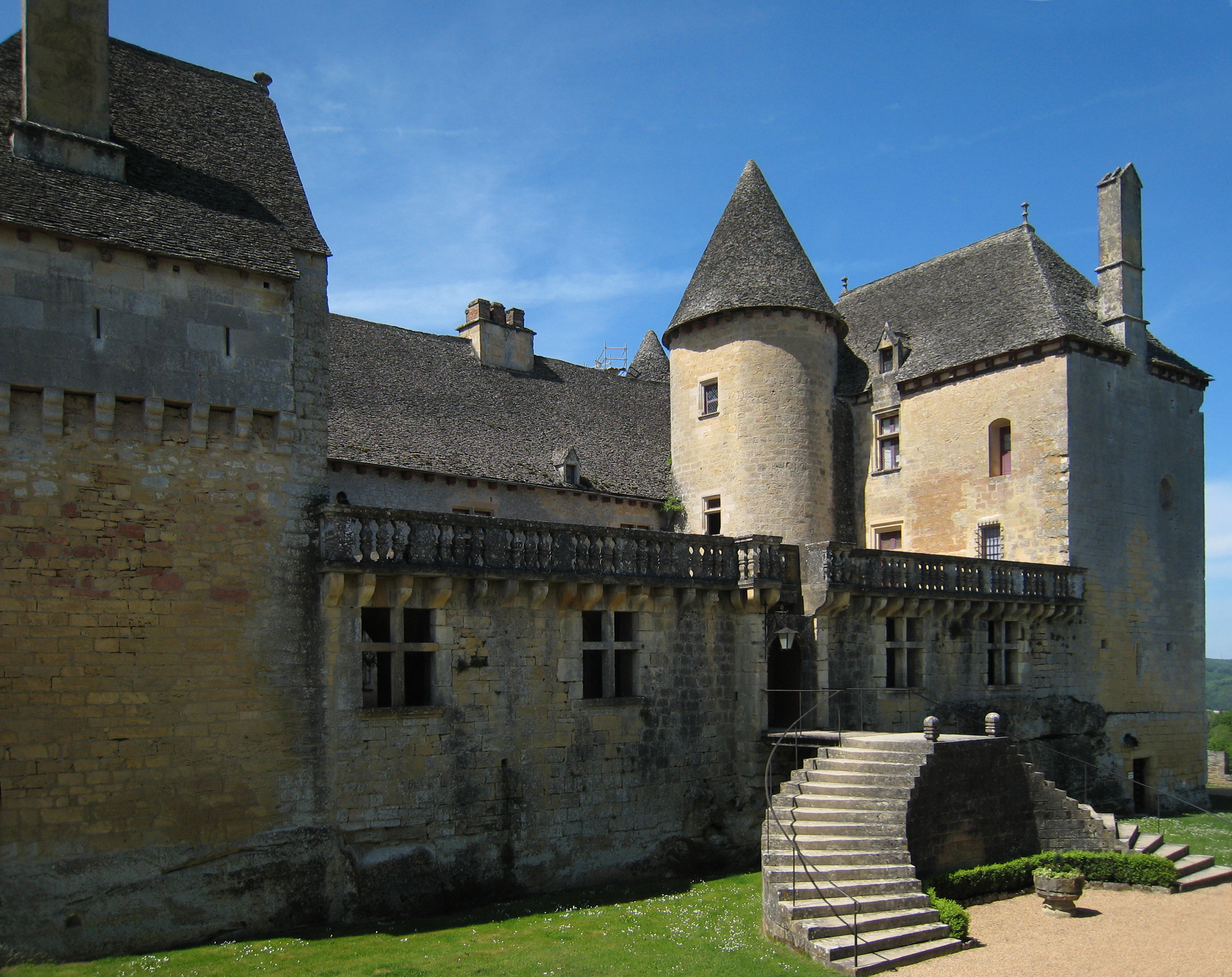
Donjon et la galerie-cloître.
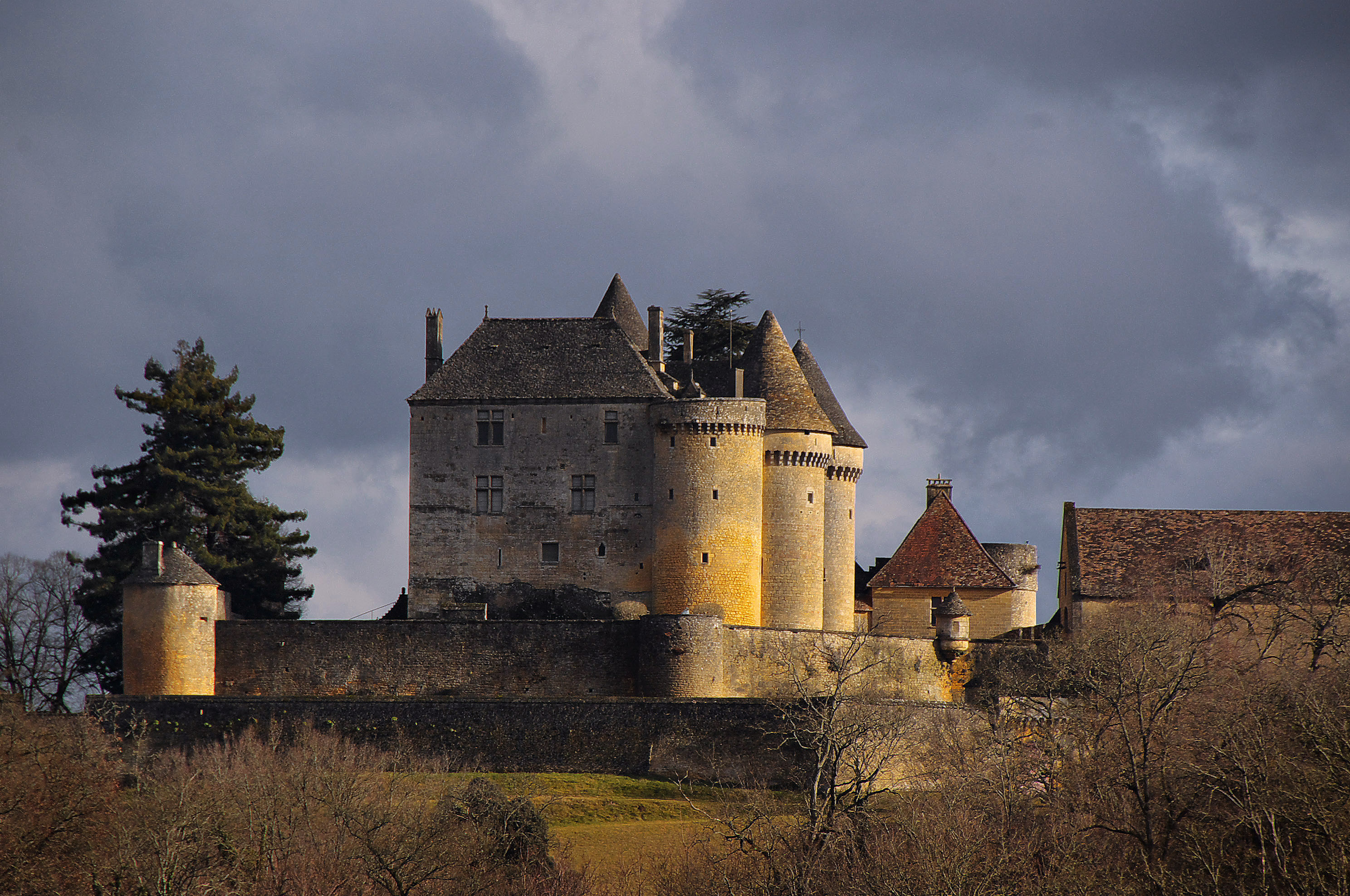
Le château sur les hauteurs dominant la vallée de la Dordogne.
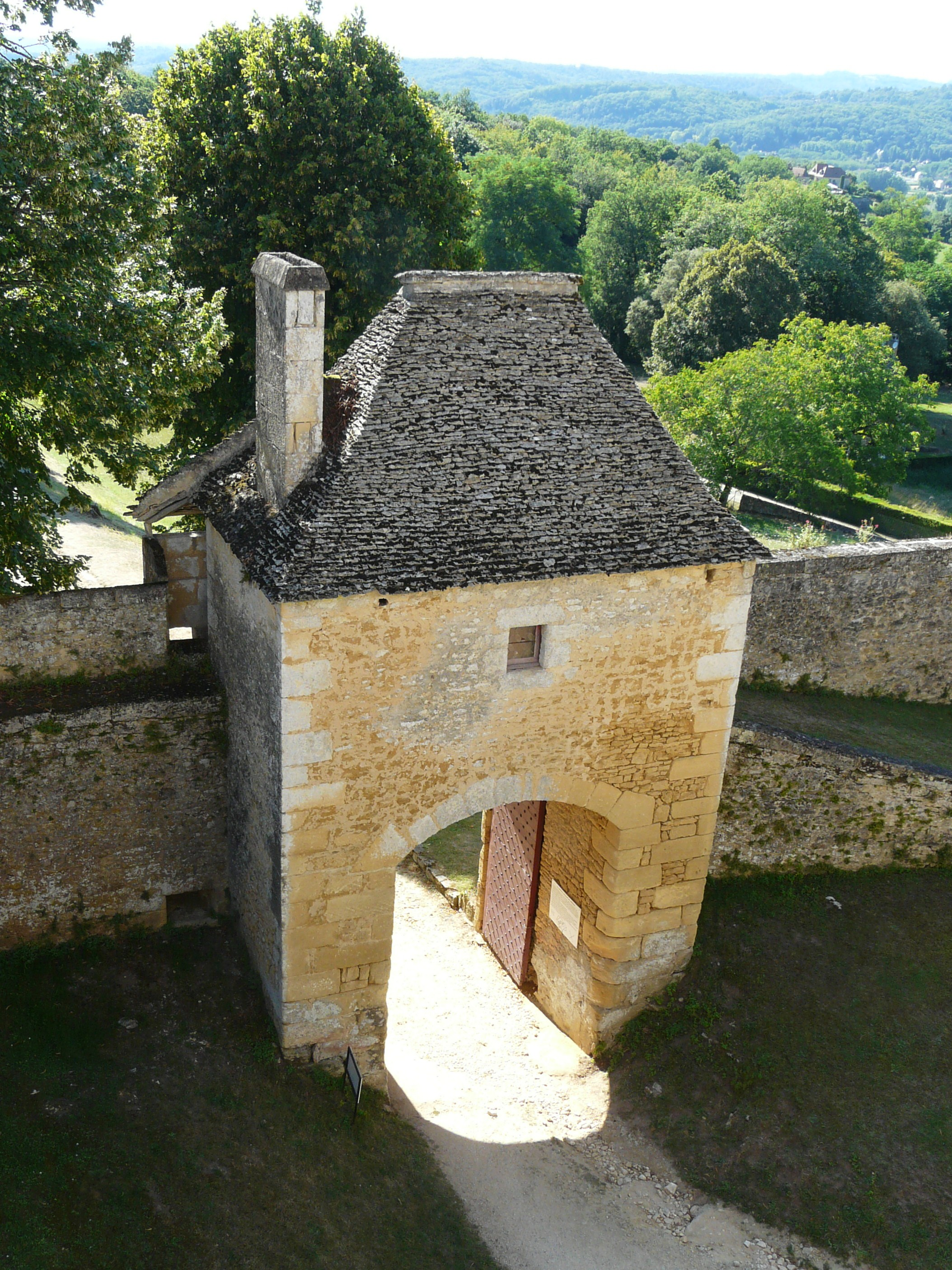
Premier châtelet.
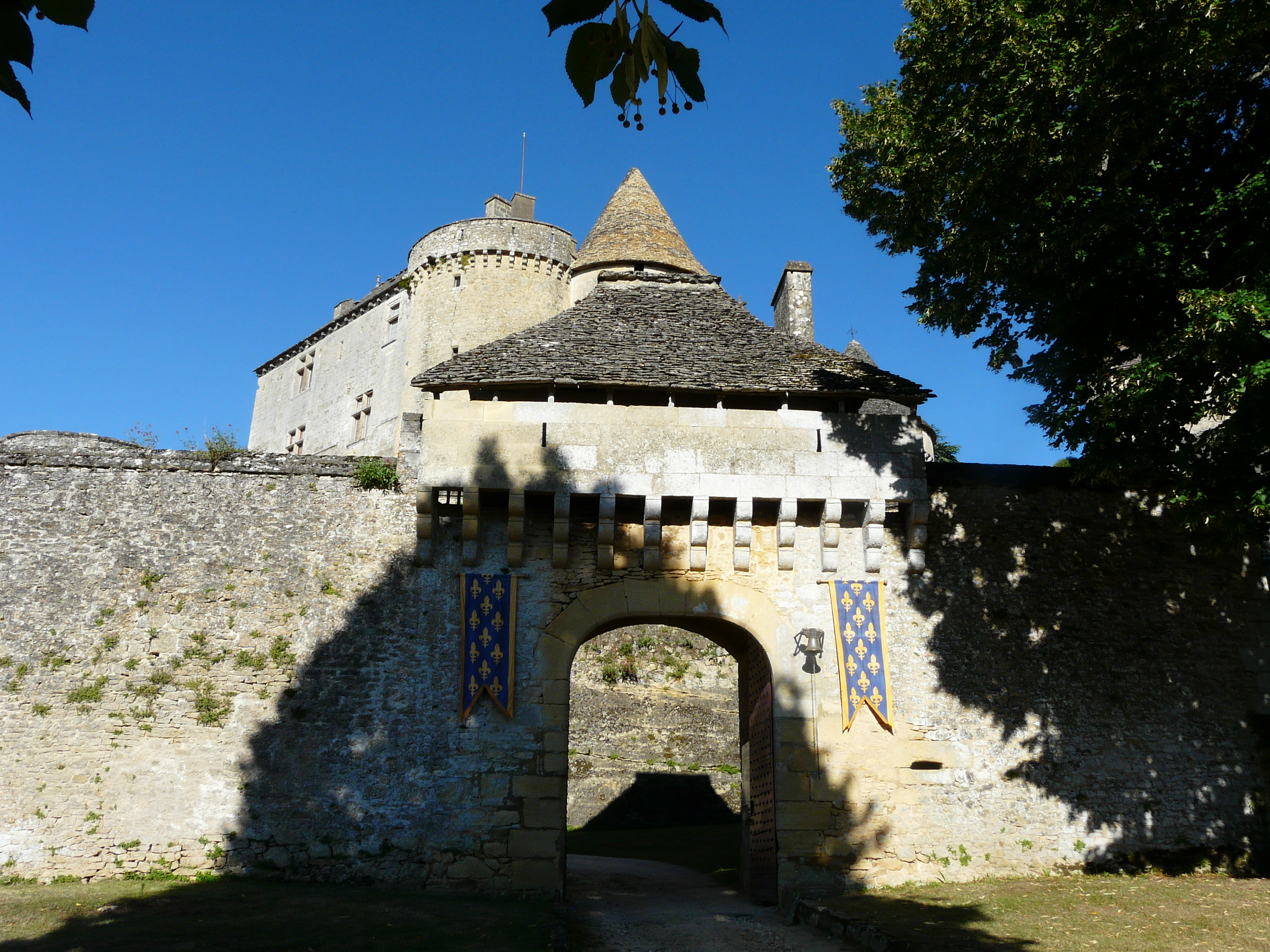
Premier châtelet.
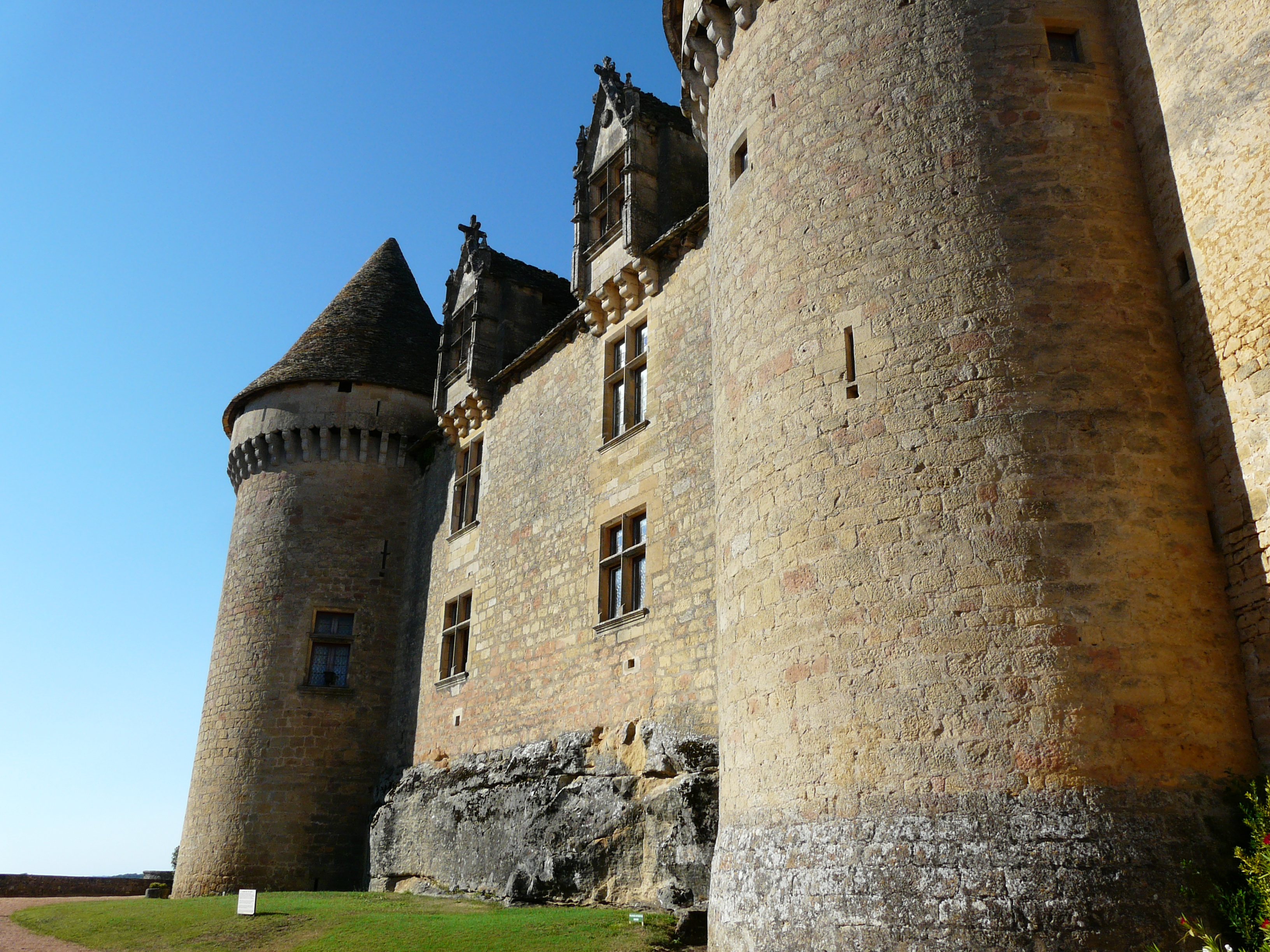
Façade sud-ouest.
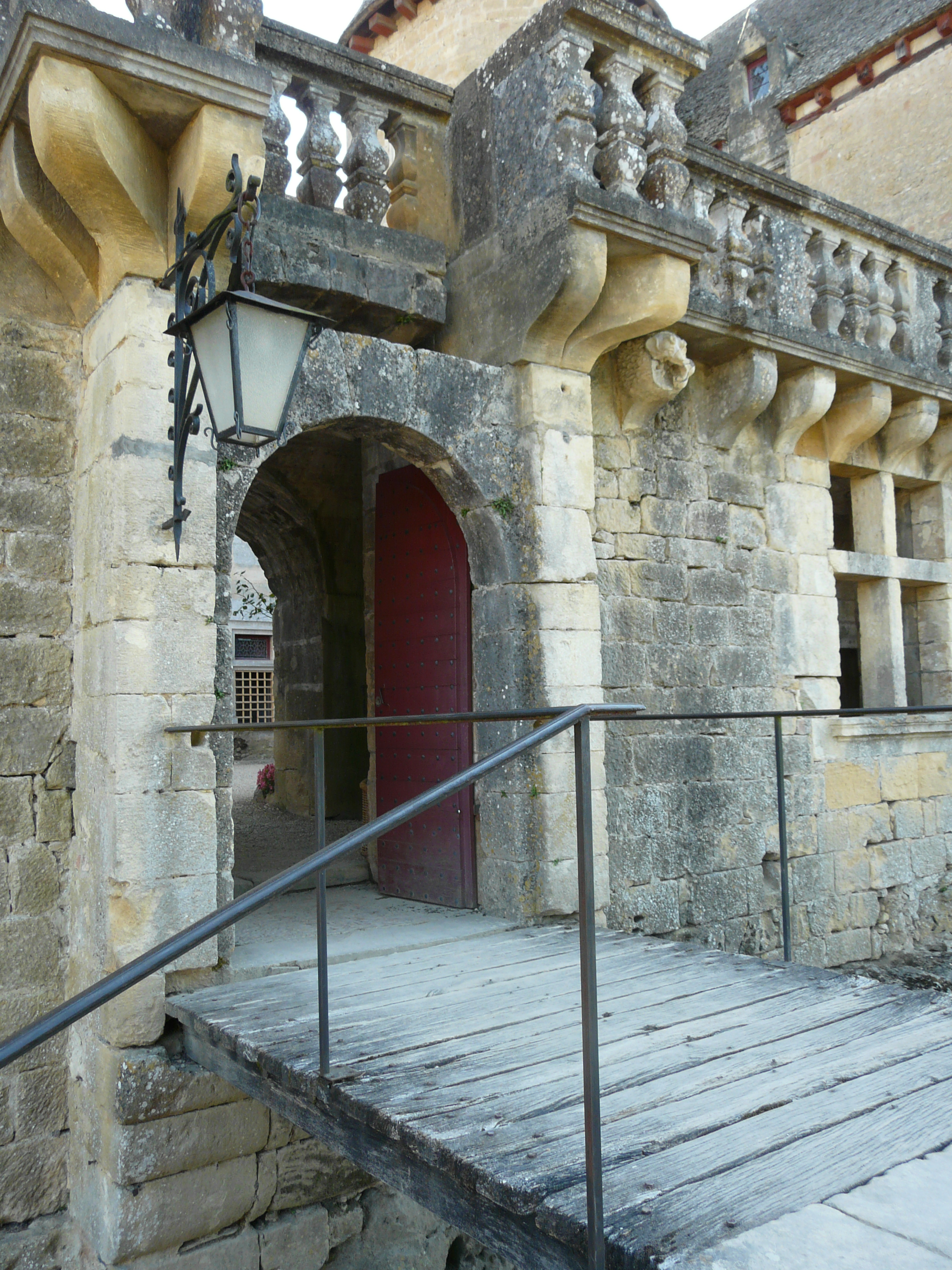
Ancien pont-levis.
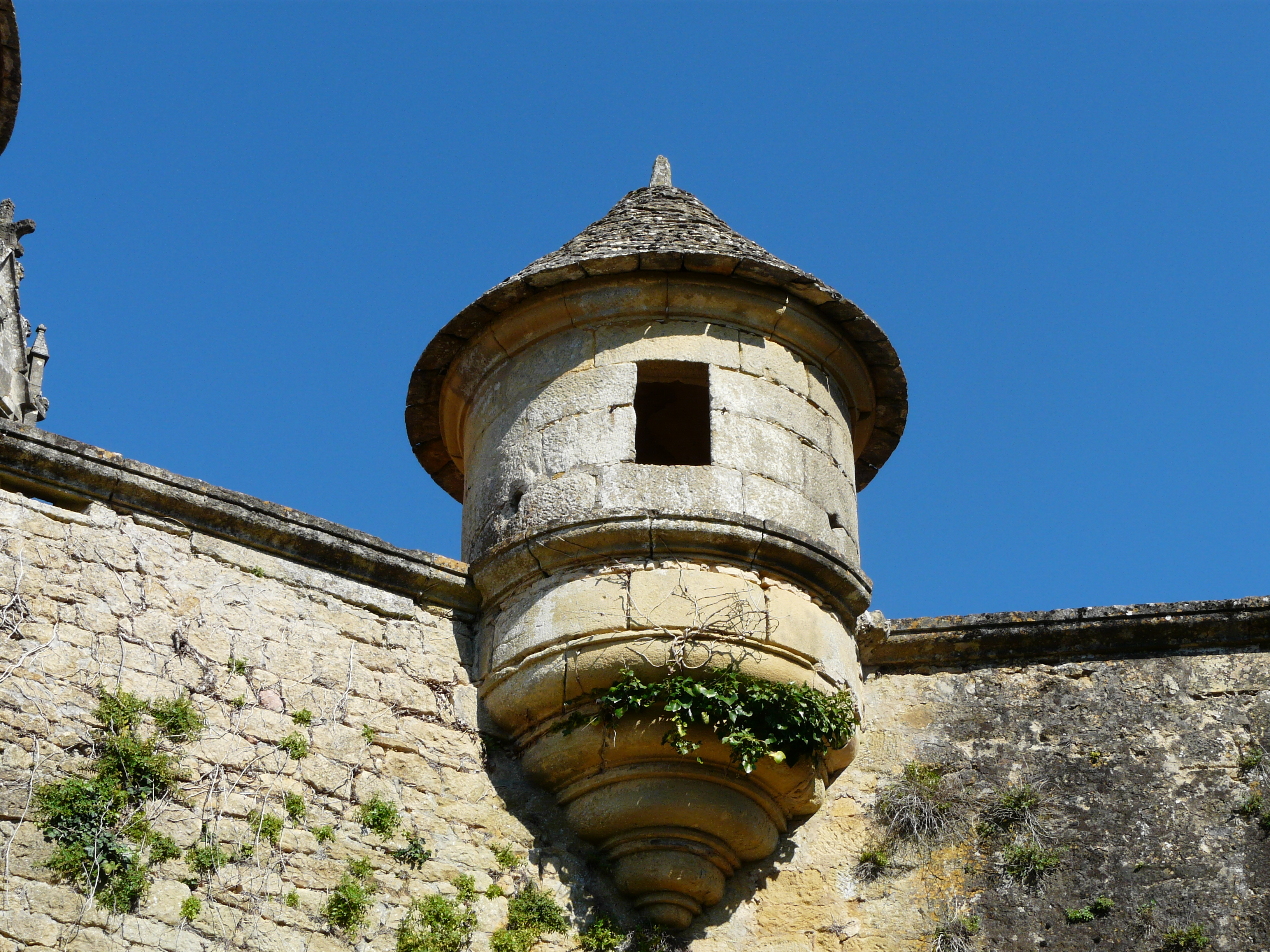
Échauguette de la deuxième enceinte.

## Au cinéma
- 1963 : Le Vice et la Vertu de Roger Vadim.
- 1969 : D'Artagnan (mini-série) de Claude Barma.
- 1969 : Gaston Phébus (mini-série) de Jacques Armand et Bernard Borderie.
- 1973 : L’Histoire très bonne et très joyeuse de Colinot Trousse-Chemise de Nina Companeez.
- 1998 : À tout jamais, une histoire de Cendrillon (Ever After) de Andy Tennant.
- 2020 : Le Dernier Duel (The Last Duel) de Ridley Scott[15].
- 2024 : Fortune de France, série télévisée de Christopher Thompson : le château représente celui de Mespech[16].